# 女高怪談6：母校
《女高怪談6：母校》（韓語：여고괴담 여섯번째 이야기: 모교）是一部2021年上映的韩国恐怖片，这是高中鬼故事系列的第六部作品，2021年6月17日在韩国上映，上映首日位列单日票房第四位。为韩国电影《女高怪谈》系列，其他还有《女高怪谈1：死亡教室》、《女高怪谈2：交换日记》、《女高怪谈3：狐狸阶梯》、《女高怪谈4：声音》、《女高怪谈5：结伴自杀》。

## 演員陣容
- 金瑞亨：飾 盧恩熙
- 金賢秀：飾 金夏英
- 崔里：飾 金小娟
- BIBI：飾 齊燕
- 權海驍：飾 警衛

## 外部連結
- NAVER上《女高怪談6：母校》的資料
- Daum上《女高怪談6：母校》的資料

- 韩国电影数据库（KMDb）上《54705》的資料
- 《女高怪談6：母校》在HanCinema的页面（英文）